# Письмо из Кремля
«Письмо из Кремля» (другое название «Кремлёвское письмо», англ. The Kremlin Letter) — американский триллер режиссёра Джона Хьюстона по одноимённому роману Ноэля Бена. Премьера фильма состоялась 1 февраля 1970 года. Слоган фильма: «Третья Мировая война в… конверте!» (англ. World War III...in an envelope!).

## Сюжет
Шпионская сеть посылает в СССР молодого сотрудника, обладающего фотографической памятью, на выполнение чрезвычайно важного задания. Ему предстоит вернуть письмо, написанное ЦРУ, в котором Советскому Союзу предлагается помощь, если китайцы создадут атомную бомбу.

## В ролях
- Макс фон Сюдов — полковник КГБ Коснов
- Биби Андерсон — Эрика Полякова-Коснова
- Ричард Бун — Уорд
- Найджел Грин — Шлюха (англ. The Whore)
- Дин Джаггер — Разбойник (англ. Highwayman)
- Джордж Сандерс — Колдун (англ. Warlock)
- Раф Валлоне — Кукольник (англ. Puppet Maker)
- Лиля Кедрова — мадам Софи, хозяйка московского борделя
- Майкл МакЛаймуар — Элис-душка (англ. Sweet Alice)
- Патрик O’Нил — Чарльз Рун, он же Григорий Гаврилович Давидошвили
- Барбара Паркинс — Б. А.
- Рональд Рэдд — капитан Поткин
- Орсон Уэллс — Алексей Иванович Брезневич
- Сандор Эле — лейтенант Василий Васильевич Гродин
- Энтони Чинн — доктор Китай, глава наркомафии
- Джон Хьюстон — адмирал
- Вонетта Макги — негритянка
- Марк Лоуренс — священник
- Сирил Шэпс — полицейский врач
- Кристофер Сэндфорд — Рудольф
- Джордж Правда — Казар
- Хана Мария Правда — жена Казара
- Людмила Дударова — жена Поткина
- Фульвия Кетов — Соня Поткина
- Лаура Форин — Елена Поткина
- Саша Карафа — жена Гродина
- Дмитрий Тамаров — Илья
- Виктор Бомонт — дантист
- Стив Закариас — Копировщик (англ. Dittomachine)
- Брэндон Брэйди — Дэн-часовщик (англ. Clocker Dan) (нет в титрах)

## Съёмочная группа
- Режиссёр-постановщик: Джон Хьюстон
- Сценаристы: Глэдис Хилл, Джон Хьюстон
- Продюсеры: Картер ДеХэйвен, Сэм Уизенталь, Джон Хьюстон
- Оператор: Эдвард Скейф
- Композитор: Роберт Дразнин
- Художник-постановщик: Тед Хэуорт
- Художник по костюмам: Джон Фёрнисс
- Гримёр: Джордж Фрост
- Монтажёр: Расселл Ллойд
- Звукорежиссёры: Ренато Гадуэри, Бэзил Фентон-Смит, Лесли Ходжсон
- Дирижёр: Роберт Дразнин

## Приём
Фильм был прохладно воспринят критикой, что дало право заметить французскому киноведу и писателю Филиппу Лабро: «Что в Нью-Йорке, что в Париже фильм прошёл незаметно и быстро был снят с проката. Повсюду его встречала чёрная дыра равнодушия, молчание, которого больше всего боятся творцы, идущие вперёд, обнажающие себя перед зрителями и ждущие либо упреков, либо похвал — хоть какой-нибудь реакции на их творение...»

### Рецензии
- https://roberthorton.wordpress.com/2011/05/08/the-kremlin-letter-the-cornfield-27/ Архивная копия от 29 мая 2011 на Wayback Machine
- http://www.shockcinemamagazine.com/kremlin.html Архивная копия от 14 апреля 2019 на Wayback Machine
- http://www.moviebreak.de/film/the-kremlin-letter Архивная копия от 3 ноября 2017 на Wayback Machine
- http://films.blog.lemonde.fr/2012/04/24/lettre-du-kremlin-huston/ Архивная копия от 12 февраля 2018 на Wayback Machine
- https://www.heyuguys.com/the-kremlin-letter-dvd-review/
- http://www.dvdclassik.com/critique/la-lettre-du-kremlin-huston Архивная копия от 4 августа 2017 на Wayback Machine
- http://www.derekwinnert.com/the-kremlin-letter-1970-george-sanders-richard-boone-orson-welles-bibi-andersson-max-von-sydow-patrick-oneal-ronald-radd-dean-jagger-nigel-green-barbara-parkins-lila-kedrova-m/ Архивная копия от 12 января 2018 на Wayback Machine
- https://www.cinetastic.de/2016/03/der-brief-an-den-kreml/ Архивная копия от 14 сентября 2016 на Wayback Machine
- https://www.avoir-alire.com/la-lettre-du-kremlin-la-critique-le-test-dvd Архивная копия от 27 сентября 2020 на Wayback Machine
- http://www.2020-movie-reviews.com/reviews-year/1970-movie-reviews/kremlin-letter-1970-movie-review/ Архивная копия от 24 августа 2017 на Wayback Machine